# Billaea rhigiaeformis
Billaea rhigiaeformis är en tvåvingeart som beskrevs av Fritz Isidore van Emden 1959. Billaea rhigiaeformis ingår i släktet Billaea och familjen parasitflugor.
Artens utbredningsområde är Etiopien. Inga underarter finns listade i Catalogue of Life.